# Ida Gerhardt
Ida Gardina Margaretha Gerhardt (Gorinchem, 11 de maio de 1905 – Warnsveld, 15 de agosto de 1997) foi uma poeta e classicista neerlandesa. Tem também  literatura traduzida do latim e o hebraico, incluindo otradução dos salmos a partir de 1972, que três anos mais tarde foi também incluída no Willibrordvertaling.

## Vida e trabalho

### Juventude
Os pais de Ida Gerhardt foram Dirk Reinier Gerhardt (1871) e Grietje Blankevoort (1873), que  casaram em 1898. O seus filhos foram Truus (1899-1960), Everardus (1901), que viveu apenas um dia, Ida e Mia (1918-1988). A família mudou-se em 1904 de Alkmaar para Gorinchem depois de Dirk Gerhardt ter arranjado trabalho como diretor duma escola técnica. As irmãs estavam ansiosas por aprender. Isso não foi do agrado da mãe, com quem Ida teve um relacionamento ruim.
Em 1916, frequentou, também, contra os desejos da sua mãe, o Erasmiaans Gymnasium, onde ela teve aulas com o poeta J. H. Leopold, que a Ida inspirou o amor pela literatura clássica, e também pela filosofia e poesia. e onde também encontrou à que seria a sua parceira mais tarde, Marie van der Zeyde.

### Línguas clássicas
Depois de Ida fazer, em 1924, o seu exame final, estudou línguas clássicas em Leiden. A sua mãe ficou daquela mentalmente doente e teve que ser ingressada numa instituição a tal efeito. Sobre este decisivo evento Gerhardt vai escrever mais tarde o poema De Mantel. Não muito depois, foi embora a Ida da que fosse a sua casa. Ela teve de ir logo para Utrecht para aulas na faculdade e não foi já mais apoiada financeiramente. Um ponto positivo foi que ela lá conheceu Marie van der Zeyde, que lá estudava literatura holandesa. Gerhardt deixou ler a Van der Zeyde um dos seus primeiros versos.
Em 1933, superou Gerhardt o seu exame doutoral, mas não havia emprego em tempo de crise. Ficou desempregada e pobre. Em 1934, foi novamente admitida na casa dos seus pais. No mesmo ano, sua mãe morreu. Em 1935, começou Gerhardt seriamente a escrever poemas. A sua irmã Truus Gerhardt tinha-se tornado também escritora e publicou daquela a sua primeira coleção: De engel met de zonnewijzer (O anjo com o relógio de sol). Um ano depois, apareceu o primeiro poema de Gerhardt  Kinderspel  (jogo de criança) no jornal Tijd en Taak (Tempo e Tarefa), para o que Marie van der Zeyde também trabalhava. Eventualmente, ela encontrou trabalho no Stedelijk Gymnasium de Groninga.
Uma crítica negativa de Marie van der Zeyde na segunda coleção de Truus, Laagland ( Terras Baixas) (1937), levou a uma desavença entre Gerhardt e Truus. Entretanto, Ida traduziu o salmo latino De Rerum Natura de Lucrécio, que faria parte em 1942 da sua promoção.
Em 1940, Gerhardt arranjou emprego no liceu municipal de Kampen, onde ela se comprometeu muito. Aqui também tem desenvolvido o seu amor da paisagem rica em água que nos poemas tardios ela viria a expressar.

### Poeta
O primeiro livro de Ida Gerhardt - a coleção Kosmos - apareceu em 9 de maio de 1940, um dia antes da deflagração da Segunda Guerra Mundial. A ocupação inspirou um dos seus mais famosos poemas, Het Carillon ( O Carrilhão), que, em 1945 apareceu na sua segunda coleçao: Het Veerhuis. Por ela recebeu o prémio Lucy B. en C.W. van der Hoogtprijs, mas a família da Ida criticou-o. No entanto ela escreveu em Kampen três coleções de poesia e traduziu Georgica de Virgílio.
Em 1951, interessou da Ida a sua forma de ensinar, que ela tinha desenvolvido em Kampen para também ser aplicada na Werkplaats Kindergemeenschap de Kees Boeke. Ela chegaria lá a dirigir um departamento de ginásio. Em 1953 morreu o pai da ida.
Em 1955 publicou-se a coleção Het Levend Monogram   (O Monograma Vivo) que descreve a relação da jovem Ida com o pai e a mãe:
(Eu - amiga do silêncio, animal e planta,
escrevi à sua vontade, com cabelos grisalhos
os horrores da minha infância 
nesta passagem para o seu pais)
| “ | :Ik – vriend van stilte, dier en plant, schreef naar zijn wil, met grijze haren, de gruwelen van mijn kinderjaren op deze doortocht naar zijn land ... | ” |

### Traduções dos Salmos
Ida Gerhardt foi em 1956 para Bilthoven para viver com a sua amiga Marie van der Zeyde. A morte da sua irmã, Truus, em 1960, inspirou Ida os poemas da sua coleção De Hovenier  (O Jardineiro) (1961). Depois da sua saúde também declinar, ela foi em 1963 rejeitada no seu trabalho. No entanto, encontrou uma nova vocação: uma tradução dos Salmos diretamente do hebraico da Bíblia para o holandês. Ela aprendera hebraico, em 1964,  com estudos bem sucedidos e cum laude, e trabalhou com a Marie numa nova tradução dos Salmos. Para encontrar paz foram a Ida e a Marie muitas vezes por longo tempo para a Irlanda, onde elas começaram em 1966 o seu projeto. A Marie não queria realmente estabelecer-se na Irlanda, e por isso foi que as amigas se estabeleceram num lugar calmo, em Eefde. A tradução dos Salmos foi publicada em 1972.
Esta tradução foi utilizada por seis músicos sacros dos Beneditinos, da irmãs Beneditinas e dos Cistercienses, que, unidos no Grupo de trabalho intermonasterial para a Liturgia, procuravam uma tradução dos Salmos para composição musical que pudesse ser digna sucessora dos textos em latim. Essas novas traduções em todos os modos gregos foram publicadas como Livro de Salmos na Katholieke Bijbelstichting em 1975. Todos os 150 salmos são cantados com regularidade ordenada durante as orações diárias do coro nas abadias holandesas. Na coleção católica de músicas para a liturgia são incluídas outras 67 traduções deste Salmo executadas por vários compositores holandeses e belgas, muitos das quais faziam parte do Grupo intermonasterial de trabalho para a Liturgia. Também Gerhardt e Van der Zeyde participaram regularmente.

### Notoriedade

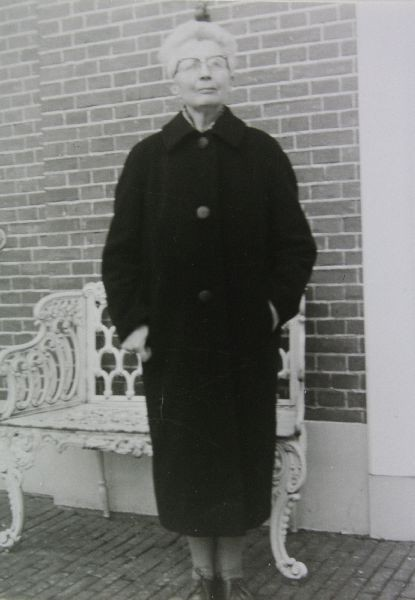
Gerhardt em Almen

Nos anos setenta e oitenta foi Ida Gerhardt cada vez mais conhecida como autora, em parte devido aos comentários favoráveis de Kees Fens e outros. Já na década de sessenta o seu poema De Akelei  (O Barro), foi parte de antologias para se lerem na escola secundária. Nas coleções de poesia clássica de Johan Polak as coleções da Ida foram regularmente reimpressas. Em 1980, publicou a sua coletânea de poemas pela primeira vez; a edição foi concluída mais tarde e em 2014, apareceu a reimpressão número 13.
Em 1988, ela trabalhou no filme De Wording (A Redação) de Cherry Duyns, um presente que foi oferecido a Beatrix da Holanda, pelo seu 50 aniversário. Nele, ela pode ser vista em "de wording" do poema Langzaam opent zich het inzicht (Lentamente se abre a introspeção).
Em 2005, o músico eclesiástico William Bird , incluiu dois dos seus poemas – ""Zevenmaal om de aarde te gaan" (Sete voltas à Terra) e "Het andere land"  (O outro país) – numa melodia.
Mieke Koenen, classicista e professora de latim na universidade, publicou no início de 2014 uma extremamente detalhada biografia sobre Ida Gerhardt, pela que, em junho de 2015, recebeu o prêmio OIKOS. Koenen explica a partir de recém descobertos arquivos, registros, cartas, palestras e poemas inéditos ligações entre a obra literária de Gerhardt e a sua vida.

### Fim
No final dos anos oitenta, começou a poeta a sofrer de ataques de paranóia e retrocedeu mentalmente. Faleceu em 1997, numa casa de repouso. Marie van der Zeyde já tinha morrido em 1990.

## Significado do seu trabalho
Ida Gerhardt descreve em poderosos termos um grande número de temas, tais como as tensões duma infância infeliz, a hipocrisia, e o declínio da paisagem holandesa. Também o uso de figuras estilísticas emprestadas dos poetas e escritores clássicos. Ela era uma mulher religiosa, como evidenciado pelo seu trabalho, mas a la vez crítica da mente estreita dos ambientes calvinistas. Gerhardt manteve-se fiel a um estilo tradicional, que, no entanto, conseguiu controlar e atualizar.

## Reconhecimento público
- 1945 · Lucy B. en C.W. van der Hoogtprijs por Het veerhuis
- 1956 · Poëzieprijs van de gemeente Amsterdam por Het levend monogram
- 1962 · Poëzieprijs van de gemeente Amsterdam por De hovenier
- 1967 · Marianne Philips-prijs por toda a sua obra
- 1968 · Martinus Nijhoffprijs pela sua tradução do latín da Georgica de Virgílio
- 1970 · Culturele prijs van de gemeente Arnhem por toda a sua obra
- 1971 · Poëzieprijs van de gemeente Amsterdam por De ravenveer
- 1979 · Prijs voor Meesterschap por toda a sua obra
- 1979 · P.C. Hooft-prijs por toda a sua obra
- Na municipalidade de Zutphen no bairro Leesten uma circunvalação com o seu nome, Ida Gerhardtsingel. A poeta na abertura dela plantou uma árvore no chão do que costumava ser Warnsveld, onde ela morava e também morreria.
- Em 1998 na câmara municipal de Zutphen o prêmio Ida Gerhardt Poëzieprijs, que é premiado a cada dois anos.
- Como Ida Gerhardt conseguiu trazer à cidade de Kampen para as notícias de forma positiva, uma pedra memorial foi colocada no Oude Raadhuisplein em Kampen por iniciativa do clube de prensa de Kampen.

### Obra
- 1940 · Kosmos
- 1945 · Het veerhuis
- 1947 · Buiten schot
- 1948 · Bij de jaarwende
- 1949 · Kwatrijnen in opdracht
- 1951 · Sonnetten van een leraar
- 1955 · Het levend monogram
- 1956 · De argelozen
- 1961 · De hovenier
- 1966 · De slechtvalk
- 1970 · De ravenveer
- 1971 · Twee uur: de klokken antwoordden elkaar
- 1971 · Achter een woord verscholen (relatório do jurado e discursos na apresentação do Prêmio Cultural de Arnhem)
- 1974 · Vijf vuurstenen
- 1978 · Vroege verzen
- 1979 · Het sterreschip
- 1980 · Nu ik hier iets zeggen mag (apresentações)
- 1980 · Verzamelde gedichten
- 1980 · Dolen en dromen
- 1983 · De zomen van het licht
- 1988 · De wording
- 1988 · De adelaarsvarens
- 1990 · Wijs de weg van de eeuwigheid mij (con Marie van der Zeyde)
- 1996 · Hoefprent van Pegasus
- 1998 · Anamnèsis (notas para um discurso)
- 1999 · Verzamelde gedichten (três partes)
- 2001 · Zeven maal om de aarde te gaan
- 2001 · Brieven aan Céleste (con Marie van der Zeyde)
- 2001 · Dolen en dromen (re-edição com gravação de som)
- 2005 · Courage! - cartas, ISBN 90-253-1753-7

### Traduções
- 1942 · Lucrécio: a natureza e  as suas formas, livro I e livro V (De rerum natura, dissertação)
- 1946 . Lucrécio: a natureza e suas formas, livro I e V (reimpressão da segunda parte da dissertação de mestrado)
- 1949 · Virgílio: A fazenda (Georgica)
- 1972 · Salmos (do hebraico traduzido por Ida Gerhardt e Marie van der Zeyde)

## Literatura secundária
- M. van den Berg en D. Idzinga, Trots en in zichzelf besloten: Ida Gerhardt. Afkomst en eerste deel van haar leven, Kampen: Ten Have 2005
- M. van den Berg et al., Een tocht door dit ingedijkt laagland. Holland draagt mijn sporen, Oosterbeek/Eefde: Kontrast/Ida Gerhardt Genootschap 2007
- F.A. Berkelmans, Stralende aanhef. Over Kosmos, de eerste bundel van Ida Gerhardt (série: Acanthus, 1), Egmond-Binnen: Abdij van Egmond 1993
- F.A. Berkelmans, Aan het water. Over Het Veerhuis, de tweede bundel van Ida Gerhardt (série: Acanthus, 2), Egmond-Binnen: Abdij van Egmond 1996
- F.A. Berkelmans, Dit ben ik. Over Uit de eerste hand, verzenselectie van Ida Gerhardt (série: Acanthus, 3), Egmond-Binnen: Abdij van Egmond 1997
- F.A. Berkelmans, Blinde groenling. Over Buiten schot, de derde bundel van Ida Gerhardt  (série: Acanthus, 4), Egmond-Binnen: Abdij van Egmond 1998
- F.A. Berkelmans, Kwatrijnen, sonnetten en kleengedichtjes. Over drie genrebundels van Ida Gerhardt (série: Acanthus, 5), Egmond-Binnen: Abdij van Egmond 2000
- F.A. Berkelmans, Ida Gerhardt & Guido Gezelle. Een vergelijking (série: Acanthus, 6), Egmond-Binnen: Abdij van Egmond 2004
- F.A. Berkelmans, Dit donkere boek. Over Het levend monogram van Ida Gerhardt (série: Acanthus, 7), Egmond-Binnen: Abdij van Egmond 2005
- Ad ten Bosch, Gebroken lied. een vriendschap met Ida Gerhardt, Amsterdam: Athenaeum-Polak & Van Gennep 1999
- R.H.J. Egeter van Kuyk [et al.], Elementen: Ida Gerhardt (1905-1997) (publicada pelo 100 aniversário de Ida Gerhardt), Schriftuur, jrg.2, 1-2, maio 2005, Voorburg: Ida Gerhardt Genootschap 2005
- F. Esper, Beheerd domein. Over de poëzie van Ida Gerhardt, Baarn: Thomas Rap 1982
- M. de Groot, In gesprek met Ida Gerhardt. Interview, brieven, gedichten en beschouwingen, Baarn: Ten Have 2002
- H.F.J. Horstmanshoff (samenst.), Wat ontsprong aan hun verwondering en stralend de millennia doorscheen. Ida Gerhardt (1905-1997) & de klassieke oudheid (tentoonstellingscatalogus Universiteitsbibliotheek Leiden met artikelen), Leiden: UB leiden/Nederlands Klassiek Verbond 2000
- Ida Gerhardt, (Bzzlletin themanummer), Bzzlletin, jrg. 9, nr. 78, 's-Gravenhage: BZZTôH 1980
- Ida Gerhardt (Parmentier-themanummer), Parmentier, inverno 1993/1994, jrg. 5, nr. 1, Nijmegen: Stichting Randschrift 1994
- Mieke Koenen, Stralend in gestrenge samenhang. Ida Gerhardt en de klassieke oudheid, Groningen: publicações históricas 2002
- Mieke Koenen, Dwars tegen de keer: leven en werk van Ida Gerhardt, Amsterdam: Athenaeum-Polak & Van Gennep 2014
- A. Reitsma, In de taal zelf verscholen. Over de poëzie van Ida Gerhardt, Amsterdam: Arbeiderspers 1983
- A. Reitsma, Een naam en ster als boegbeeld: de poëzie van Ida Gerhardt in symbolistisch perspectief, Assen: Van Gorcum 1999
- Schriftuur, Tweejaarlijks periodiek van het Ida Gerhardtgenootschap: Schriftuur bevat naast informatie over het genootschap achtergrondartikelen en studies over Ida Gerhardt. Disponível através da sociedade Ida Gerhardt.
- W. Spillebeen, Ida Gerhardt (série: Grote ontmoetingen. Literaire monografieën 41), Nijmegen: Gottmer 1981
- J. van der Vegt, Het ingeklonken lied. De poëzie van Ida Gerhardt, 's-Gravenhage: BZZTôH 1980
- Hans Werkman, Uren uit het leven van Ida Gerhardt, Baarn: De Prom 1997
- M.H. van der Zeyde, De hand van de dichter. Over Ida Gerhardt, Amsterdam: Athenaeum-Polak & Van Gennep 1974
- M.H. van der Zeyde, De wereld van het vers. Over het werk van Ida Gerhardt, Amsterdam: Athenaeum-Polak & Van Gennep 1985